# Hermann Custer
Hermann Custer (* 19. April 1823 in Rheineck; † 27. August 1893 in Aarau; heimatberechtigt in Rheineck) war ein Schweizer Münzwardein.

## Leben
Custer verbrachte seine Jugendjahre in St. Gallen und war ab dem Jahre 1837 an der Gewerbeschule in Aarau. Er absolvierte von 1841 bis 1843 eine Apothekerlehre in Bern und studierte ab Herbst 1846 am Pharmazeutischen Institut Jena, wo er auch promovierte. 1849 hielt er Vorlesungen über Organische Chemie.
Im Jahre 1850 wurde er als eidgenössischer Münzwardein nach Bern berufen, wo er für den Münzumtausch im Rahmen der eidgenössischen Währungsreform verantwortlich war. 1855 wurde er zum eidgenössischen Münzdirektor befördert. Er trat jedoch bereits Ende 1856 von diesem Amt zurück, um im Jahre 1857 eine Seidenfabrik in Aarau, welche Verwandten mütterlicherseits gehörte, zu übernehmen.
Ferner war Custer von 1863 bis 1875 Präsident der Aargauischen Naturforschenden Gesellschaft und war ab 1880 Quästor der Schweizerischen Naturforschenden Gesellschaft.

## Werke
- Die Gewichte, Gehalte und Werthe der alten schweizerischen Münzen, Bern 1854
- Die Tarifierungen der französischen Goldmünzen in der Schweiz, Bern: J. Dalp 1854